# The Bothie of Tober-na-Vuolich
The Bothie of Tober-na-Vuolich – poemat dziewiętnastowiecznego angielskiego poety Arthura Hugh Clougha, opublikowany w 1848. Utwór jest napisany heksametrem. Jego akcja jest osadzona w Szkocji. Bohaterem jest Philip Hewson, student, który wraz z grupką kolegów wyjeżdża w góry, aby tam uczyć się do egzaminów. Pod wpływem nowych doświadczeń i miłości zmienia swój radykalny światopogląd. 

So in the cottage with Adam the pupils five together
Duly remained, and read, and looked no more for Philip,
Philip at Balloch shooting and dancing with Lady Maria.
Breakfast at eight, and now, for brief September daylight,
Luncheon at two, and dinner at seven, or even later,
Five full hours between for the loch and the glen and the mountain,
So in the joy of their life and glory of shooting-jackets,
So they read and roamed, the pupils five with Adam.